# Comuna Adamești, Cetatea Albă
Adamești (în ucraineană Адамівка, transliterat: Adamivka) este o comună în raionul Cetatea Albă, regiunea Odesa, Ucraina, formată din satele Adamești (reședința), Caiabei și Ovidiu.

## Demografie
Componența lingvistică a comunei Adamești
     Ucraineană (92,62%)
     Rusă (4,63%)
     Română (1,54%)
     Alte limbi (0,77%)
Conform recensământului din 2001, majoritatea populației comunei Adameștiera vorbitoare de ucraineană (92,62%), existând în minoritate și vorbitori de rusă (4,63%) și română (1,54%).